# 瓦伊利亞瓦拉區
瓦伊利亞瓦拉區（西班牙語：Distrito de Huayllahuara），是秘魯的一個區，位於該國中南部萬卡韋利卡大區的萬卡韋利卡省，始建於1942年1月12日，面積38.8平方公里，海拔高度3,896米，2005年人口1,613，人口密度每平方公里42人。